# Tedania oxeata
Tedania oxeata är en svampdjursart som beskrevs av Topsent 1916. Tedania oxeata ingår i släktet Tedania och familjen Tedaniidae. Inga underarter finns listade i Catalogue of Life.